# Lazurite
La lazurite è un minerale e, in particolare, un feldspatoide appartenente al gruppo della sodalite.
Sebbene in alcuni casi si tenda ad identificare la lazurite come una varietà di lapislazzuli o a confonderla con la lazulite, in realtà la lazurite è solamente la componente principale di detta pietra ornamentale.

## Storia
Anticamente veniva utilizzata come gemma di pregio, oggi come pietra ornamentale.

## Abito cristallino
Massivo, granulare.

## Origine e giacitura
In rocce metamorfiche di contatto calcaree.
Il minerale è il componente principale del Lapislazzuli.

## Caratteristiche chimico-fisiche
- Peso molecolare: 498,31 grammomolecole[1]
- Composizione chimica[1]:
  - Sodio: 13,84%
  - Calcio: 8,04%
  - Alluminio: 16,24%
  - Silicio: 16,91%
  - Zolfo: 6,43%
  - Ossigeno: 38,53%
- Mentre tra gli ossidi nel minerale vi sono[1]:
  - Ossido di disodio (Na2O): 18,66%
  - Ossido di calcio (Calce viva): 11,25%
  - Sesquiossido di alluminio (Al2O3): 30,69%
  - Biossido di silicio (Silice): 36,17%
  - Radicale solforico (-O=S): -3,21%
- Densità di elettroni: 2.37 g/cm³[1]
- Indici quantici[1]:
  - fermioni: 0,0086724318
  - bosoni: 0,9913275682
- Indici di fotoelettricità[1]:
  - PE: 2,67 barn/elettroni
  - ρ: 6,33 barn/cm³
- Indice di radioattività: GRapi: 0 (Il minerale non è radioattivo)[1]

## Forma in cui si presenta in natura
La Lazurite si presenta in natura prevalentemente in cristalli di colore blu violaceo intenso.

## Località di ritrovamento
- In Italia: il minerale si trova in tracce sul Vesuvio e ad Ariccia.[3]
- In America: nel Canyon della Cascata (California, nella zona settentrionale delle Italian Mountains (Colorado) (USA); nella regione di Ovalle (Cile);[3]
- In Asia: giacimento di Sar e Sang nella valle del Kokcha nel Badakhshan (Afghanistan); lago Baikal (Siberia).[3]